# 大阪阿部野橋駅
大阪阿部野橋駅（おおさかあべのばしえき）は、大阪府大阪市阿倍野区阿倍野筋一丁目にある、近畿日本鉄道（近鉄）南大阪線の起点駅。駅番号はF01。駅長配置駅である。略称あべの橋駅。

## 概要
近鉄南大阪線のターミナル駅である。近鉄の駅の中で最大の利用者数を誇る。日本では第2位の高さである超高層複合商業ビルであるあべのハルカスと直結している。あびこ筋を挟んでJR西日本やOsaka Metroの天王寺駅と隣接し、徒歩での乗り換えが可能である。
一時期、近鉄の本社が置かれていたこともあった（1943年-1969年、現在は大阪上本町駅付近に移転）。

### 利用可能な他の鉄道路線
以下の駅とは横断歩道、歩道橋、地下道などを通じて乗り換えが可能である。
- 西日本旅客鉄道（JR西日本）- 天王寺駅
  -  関西本線（大和路線）
  -  大阪環状線
  -  阪和線
- Osaka Metro - 天王寺駅、阿倍野駅
  -  御堂筋線
  -  谷町線
- 阪堺電気軌道 - 天王寺駅前駅
  - 上町線

## 駅名について
旅客営業制度上は「大阪阿部野橋」で乗車券類などは以前からそのように記載されており、列車行先表示板ももともとは「阿部野橋」と記されていた。
当駅付近を走行する大阪シティバスと近鉄バスは、高速路線を含めて「あべの橋」（大阪シティバスでは正式には「阿倍野橋」）を停留所名としている。
なお、かつての吉野特急の行先表示板・方向幕は「あべの」表記だった。

### 由来
1889年に大阪鉄道（現在の関西本線）が湊町 - 柏原間を開通させた際、上町台地の掘割部に架けられた阿倍野橋が駅名の由来である。
地名ではなく橋梁名であるのは、阿倍野駅（上町線）が先に開業していたことによる。

### 阿倍野と阿部野
阿倍野橋や阿倍野区など、現在見られる表記の大半は「阿倍野」であるが、当駅は「阿部野」と異なる。他には阿部野神社などがある。
「阿部野」は、中近世において主流であった表記で、江戸時代の東成郡阿部野村などがこの表記であった。明治以降に同郡天王寺村の大字となってからも「阿部野」表記であったが、1925年の大阪市編入の際に「阿倍野」表記へ変更された。このような経緯から近現代において主流となった「阿倍野」表記ではあるが、地名の由来として最も有力な説とされる阿倍寺やその建立者である阿倍氏に基く表記であり、正誤・新旧の分別があるわけではない。
当駅は1923年に天王寺村大字天王寺に大阪天王寺駅として開業し、開業から僅か1カ月弱で大阪阿部野橋駅に改称されているが、大阪市編入以前のこの時期は表記が現在よりも混在していた。他にも現在ではほとんど見かけなくなった「安倍野」や「安部野」表記も混在していた中で、阿倍野橋北詰に阿倍野橋駅を設けていた大阪市電は早い段階から方向幕に平仮名表記を採用しており、後の大阪市営バス（現・大阪シティバス）に継承されている。

## 歴史
- 1923年（大正12年）
  - 4月13日：大阪鉄道大阪天王寺駅 - 布忍駅間開通時に「大阪天王寺駅」として開業[2]。
  - 5月10日：「大阪阿部野橋駅」に改称[3]。
- 1937年（昭和12年）11月：阿部野橋ターミナルビル開業（後の本館西側（旧館）部分の北半分）。
- 1943年（昭和18年）2月1日：関西急行鉄道が大阪鉄道を合併。関西急行鉄道天王寺線の駅となる。同時に上本町より本社が移転。
- 1944年（昭和19年）6月1日：戦時統合により関西急行鉄道が南海鉄道（現在の南海電気鉄道の前身。後に再独立）と合併。近畿日本鉄道南大阪線の駅となる。これにより至近距離にある上町線の天王寺駅前停留場、天王寺支線の天王寺駅との徒歩連絡を開始（ただし1947年6月1日付で会社分離により両駅と本駅との徒歩連絡を廃止）。
- 1945年（昭和20年）3月14日：大阪大空襲でターミナルビルの2階以上を焼失。同年12月から復旧工事を行い、1948年4月までに全館が復旧し、営業を再開。
- 1956年（昭和31年）2月：ターミナルビルを南側に増床する工事を着工。翌1957年4月に竣工、同年12月に北側部分と外装を統一した上で、全館オープン（この時点で本館西側（旧館）部分が完成）。
- 1963年（昭和38年）5月18日：構内で電車正面衝突事故。
- 1966年（昭和41年）3月：穿孔式定期券用自動改札機の試用開始。
- 1969年（昭和44年）12月4日：この日をもって同駅付近に位置していた近鉄本社の業務を終了。近鉄本社は翌5日より再度上本町に戻った。
- 1971年（昭和46年）4月1日：磁気方式の定期券専用自動改札機を設置[4]。
- 1987年（昭和62年）
  - 7月1日：庚申街道を地下通路化。
  - 9月21日：東口改札開設。
- 1988年（昭和63年）11月11日：阿部野橋ターミナルビル新館（百貨店本館東側（現・ウイング館）部分）が開業。
- 2007年（平成19年）4月1日：PiTaPa使用開始。
- 2009年（平成21年）
  - 3月19日：阿部野橋ターミナルビルの本館西側（旧館）部分を、建て替えのため閉鎖。
  - 3月20日：西口改札を橿原神宮前寄りに35m移設し、当駅 - 河堀口間0.1km短縮。これにともない、1・2番線の有効長が最大7両編成までに短縮[注 1]。
- 2013年（平成25年）
  - 6月13日 - あべのハルカス・タワー館（西側の低層階（地上14階 - 地下2階）部分）が先行開業（ウイング館（東側部分）の一部（9階など）を含む）。
  - 10月10日 - あべのハルカス・ウイング館の地上4階の一部 - 地上8階部分が、第2期分として開業。
- 2014年（平成26年）
  - 2月22日 - あべのハルカス・ウイング館の地下2階 - 地上4階の残り部分が、第3期分として開業。これにより、ウイング館が全面開業。また、あべのハルカス開業にあわせ、駅構内店舗が「Time’s Place（タイムズ プレイス）あべの」としてリニューアルオープン。「クロワッサンの店」「プロント」など18店で展開。
  - 3月7日 - あべのハルカスが展望台等を含め、グランドオープン。
- 2016年（平成28年）3月15日：駅放送をリニューアル。
- 2018年（平成30年）
  - 1月13日：可動式ホーム柵を4番のりばの4両目部分に試験で設置。
  - 9月1日：可動式ホーム柵の本格設置工事開始。これに伴い試験で設置された可動式ホーム柵は一時撤去される。
  - 12月15日：3番のりばに可動式ホーム柵を設置[5][6]。
- 2019年（平成31年）2月初旬：4番のりばに可動式ホーム柵を設置。

## 駅構造
櫛形6面5線のホームを持つ地上駅である。これは頭端式ホームとしては大阪上本町駅と並び日本3位タイである。
改札口は頭端部の西口地上改札、百貨店地下売り場正面の地下中央改札、南北連絡地下道に面した地下東改札の3ヶ所で、地下コンコースと各ホームの間にはエスカレーターがある。有効長は1・2番のりばは7両編成分、3 - 6番のりばは8両編成分である。
駅全体が建物内にある構造上、特急車両の喫煙室は当駅停車中は使用禁止となる。

### のりば
| のりば | 発着種別                               | 備考                                                   |
| ------ | -------------------------------------- | ------------------------------------------------------ |
|        | （1番線降車ホーム）                    |                                                        |
| 1・2   | 普通列車                               |                                                        |
|        | （2・3番線降車ホーム）                 |                                                        |
| 3・4   | 主に急行・区間急行・準急               | 早朝・深夜は普通列車も3・4番のりばを使用               |
|        | （4番線降車ホーム）                    | 5番のりばと同一平面上                                  |
| 5      | 平日の朝・夕ラッシュ時の急行・区間急行 | 平日の朝ラッシュ時は準急も5番のりばを発車。 線路を共用 |
| 6      | 特急（専用）                           | 平日の朝ラッシュ時は準急も5番のりばを発車。 線路を共用 |

- 5・6番のりばは同じ線路を共有しており、特急到着時には6番のりばを乗車用、5番のりばを降車用として扱う。それ以外の種別の場合はこの逆となる。

## 利用状況
2024年11月12日の1日乗降人員は140,418人である。近畿日本鉄道全駅中、最多の乗降人員となっている。　
南大阪線では当駅がターミナル駅となっており、南大阪線の中では当駅の利用者が突出して多い。一方、大阪線・奈良線（難波線）系統の大阪市内ターミナル駅の機能は近鉄線内で2番目・3番目に多い鶴橋駅・大阪難波駅や両駅間の大阪上本町駅・近鉄日本橋駅に分散している。このため過去には調査年度によって乗降客数最多の駅が当駅と大阪難波駅や鶴橋駅に入れ替わることがあったが、近年では当駅が安定して1位となっている。
近年における1日乗降人員の推移は下表の通り。
| 年度               | 特定日利用状況 | 特定日利用状況 | 特定日利用状況 | 特定日利用状況 | 1日平均 乗車人員 | 出典        | 出典          | 出典         |
| 年度               | 調査日         | 乗車人員       | 降車人員       | 乗降人員       | 1日平均 乗車人員 | 近鉄        | 大阪府        | 大阪市       |
| ------------------ | -------------- | -------------- | -------------- | -------------- | ---------------- | ----------- | ------------- | ------------ |
| 1990年（平成02年） | 11月06日       | 113,503        | 116,972        | 230,475        |                  |             | [ 大阪府 1 ]  |              |
| 1991年（平成03年） | -              | -              | -              | -              |                  |             | [ 大阪府 2 ]  |              |
| 1992年（平成04年） | 11月10日       | 113,175        | 116,918        | 230,093        |                  |             | [ 大阪府 3 ]  |              |
| 1993年（平成05年） | -              | -              | -              | -              |                  |             | [ 大阪府 4 ]  |              |
| 1994年（平成06年） | -              | -              | -              | -              |                  |             | [ 大阪府 5 ]  |              |
| 1995年（平成07年） | 12月05日       | 113,386        | 118,243        | 231,629        |                  |             | [ 大阪府 6 ]  |              |
| 1996年（平成08年） | -              | -              | -              | -              |                  |             | [ 大阪府 7 ]  |              |
| 1997年（平成09年） | -              | -              | -              | -              |                  |             | [ 大阪府 8 ]  |              |
| 1998年（平成10年） | 11月10日       | 105,669        | 108,265        | 213,934        |                  |             | [ 大阪府 9 ]  |              |
| 1999年（平成11年） | -              | -              | -              | -              |                  |             | [ 大阪府 10 ] |              |
| 2000年（平成12年） | 11月07日       | 100,453        | 102,914        | 203,367        |                  | [ 近鉄 1 ]  | [ 大阪府 11 ] |              |
| 2001年（平成13年） | -              | -              | -              | -              | 110,491          |             | [ 大阪府 12 ] | [ 大阪市 1 ] |
| 2002年（平成14年） | -              | -              | -              | -              | 105,427          |             | [ 大阪府 13 ] | [ 大阪市 1 ] |
| 2003年（平成15年） | 11月11日       | 90,394         | 91,551         | 181,945        | 102,678          | [ 近鉄 2 ]  | [ 大阪府 14 ] | [ 大阪市 1 ] |
| 2004年（平成16年） | -              | -              | -              | -              | 99,347           |             | [ 大阪府 15 ] | [ 大阪市 1 ] |
| 2005年（平成17年） | 11月08日       | 88,755         | 89,772         | 178,527        | 97,730           | [ 近鉄 3 ]  | [ 大阪府 16 ] | [ 大阪市 1 ] |
| 2006年（平成18年） | -              | -              | -              | -              | 97,184           |             | [ 大阪府 17 ] | [ 大阪市 1 ] |
| 2007年（平成19年） | -              | -              | -              | -              | 96,287           |             | [ 大阪府 18 ] | [ 大阪市 1 ] |
| 2008年（平成20年） | 11月18日       | 86,970         | 88,032         | 175,002        | 94,625           |             | [ 大阪府 19 ] | [ 大阪市 1 ] |
| 2009年（平成21年） | -              | -              | -              | -              | 90,674           |             | [ 大阪府 20 ] | [ 大阪市 1 ] |
| 2010年（平成22年） | 11月09日       | 81,676         | 82,301         | 163,977        | 88,256           | [ 近鉄 4 ]  | [ 大阪府 21 ] | [ 大阪市 1 ] |
| 2011年（平成23年） | -              | -              | -              | -              | 87,730           |             | [ 大阪府 22 ] | [ 大阪市 1 ] |
| 2012年（平成24年） | 11月13日       | 79,345         | 79,730         | 159,075        | 86,825           | [ 近鉄 5 ]  | [ 大阪府 23 ] | [ 大阪市 1 ] |
| 2013年（平成25年） | -              | -              | -              | -              | 88,138           |             | [ 大阪府 24 ] | [ 大阪市 1 ] |
| 2014年（平成26年） | -              | -              | -              | -              | 86,390           |             | [ 大阪府 25 ] | [ 大阪市 1 ] |
| 2015年（平成27年） | 11月10日       | 81,240         | 81,539         | 162,779        | 87,354           | [ 近鉄 6 ]  | [ 大阪府 26 ] | [ 大阪市 1 ] |
| 2016年（平成28年） | -              | -              | -              | -              | 87,730           |             | [ 大阪府 27 ] | [ 大阪市 1 ] |
| 2017年（平成29年） | -              | -              | -              | -              | 88,135           |             | [ 大阪府 28 ] | [ 大阪市 1 ] |
| 2018年（平成30年） | 11月13日       | 81,110         | 81,479         | 162,589        | 87,475           | [ 近鉄 7 ]  | [ 大阪府 29 ] | [ 大阪市 1 ] |
| 2019年（令和元年） | -              | -              | -              | -              | 87,726           |             | [ 大阪府 30 ] | [ 大阪市 2 ] |
| 2020年（令和02年） | -              | -              | -              | -              | 65,195           |             | [ 大阪府 31 ] | [ 大阪市 3 ] |
| 2021年（令和03年） | 11月09日       | 67,232         | 67,693         | 134,925        | 68,156           | [ 近鉄 8 ]  | [ 大阪府 32 ] | [ 大阪市 4 ] |
| 2022年（令和04年） | 11月08日       | 70,084         | 70,391         | 140,475        | 74,593           | [ 近鉄 9 ]  | [ 大阪府 33 ] | [ 大阪市 5 ] |
| 2023年（令和05年） | 11月07日       | 70,011         | 70,099         | 140,110        | 76,247           | [ 近鉄 10 ] | [ 大阪府 34 ] | [ 大阪市 6 ] |
| 2024年（令和06年） | 11月12日       |                |                | 140,418        |                  | [ 近鉄 11 ] |               |              |

## 駅周辺
2007年8月8日、近鉄は阿部野橋ターミナルビル旧館を建て替え、高さ約300m、60階建てのあべのハルカス（タワー館）を建設すると発表。2012年8月30日に高さ300mに達し、日本で一番高いビルとなった。（それまで日本で一番高いビルであった横浜ランドマークタワーの高さは296.33m）。
2013年6月13日のタワー館（西側の低層階）・ウイング館（東側部分）の一部開業以降、建設は順調に進み、2014年2月22日 にウイング館が全面開業。3月7日、展望台等を含めグランドオープンに至った。

周辺の詳細に関しては天王寺駅#駅周辺も参照のこと。

## その他
- 第2回近畿の駅百選に選定されている。
- 駅長は大阪南管区支配人を兼務している。副駅長が配置されている。駅長としての管轄は当駅から矢田駅間の各駅である。
- 2007年11月28日近畿日本鉄道は、鉄道向け自動改札機システムの開発・実用化に関して、電気電子学会 (IEEE) より、「IEEEマイルストーン」に認定され、同システムを共同で研究・開発してきた、大阪大学・オムロン・阪急電鉄と共に受賞したと発表した。前述の歴史欄にも示したように、かつて自動改札機の試験導入が行われた、同駅の地下東改札口には、受賞記念の銘板が設置されている。
- 阪急電鉄の大阪梅田駅、天神橋筋六丁目駅とともに、大阪環状線より外側にある数少ない私鉄のターミナル駅となっている。

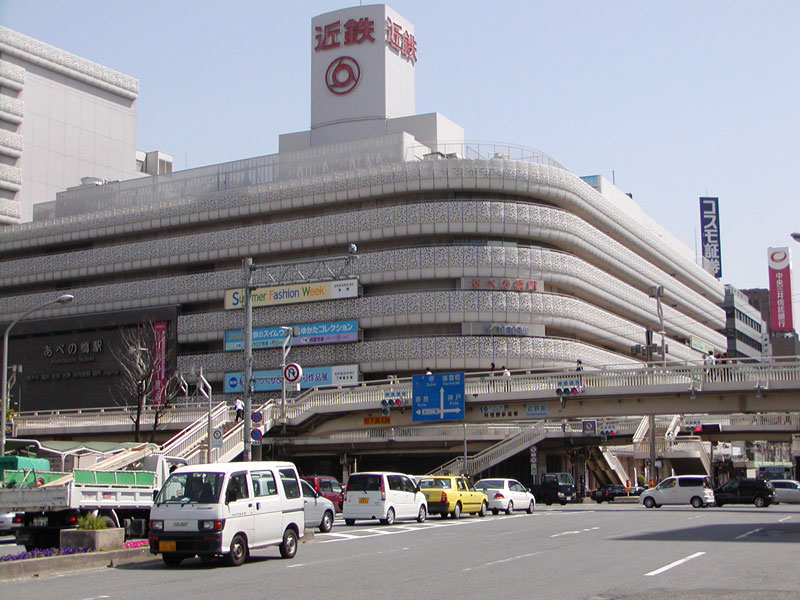
大阪阿部野橋駅 （2007年5月、別角度から撮影） 写真の7階建て阿部野橋ターミナル本館の西側（旧館）部分は、2009年3月19日に、あべのハルカス（タワー館）への建て替えのため閉鎖後、取り壊し済
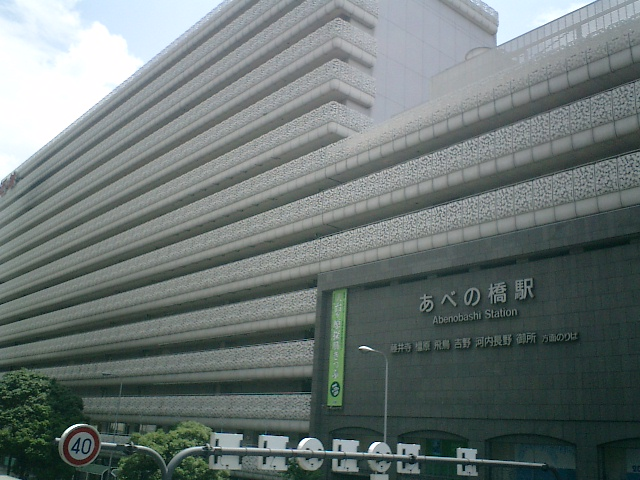
大阪阿部野橋駅（2004年7月） 駅舎は近鉄百貨店阿倍野本店（現：あべのハルカス　近鉄本店）が入居。壁面には「あべの橋駅」と表示されている（現在のタワー館の壁面部分には「大阪阿部野橋駅」と表示）。
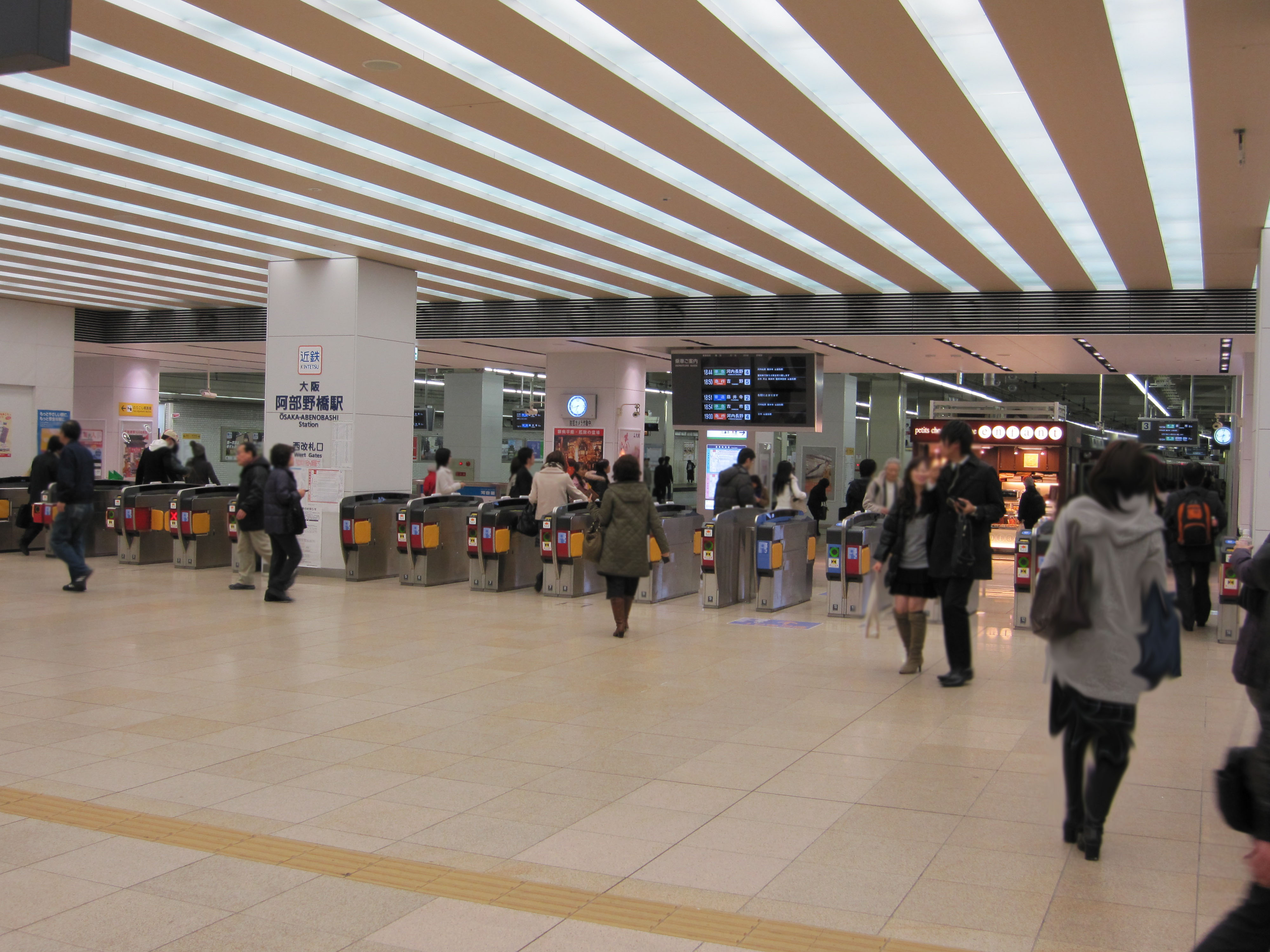
大阪阿部野橋駅西改札口 （2010年3月撮影）
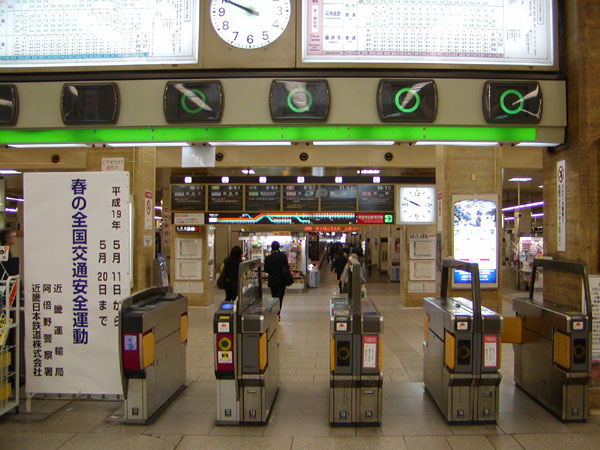
西口地上改札：2009年3月20日に移設される前のもの
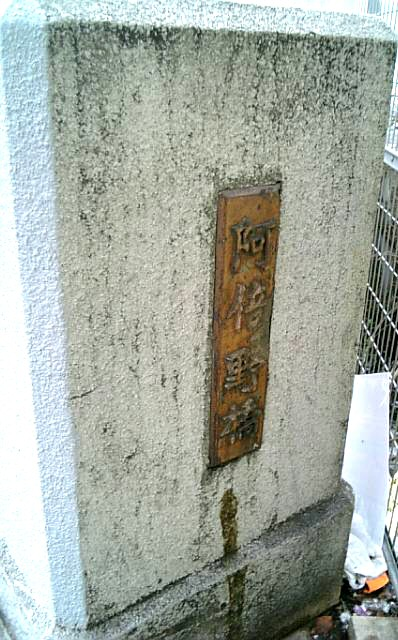
駅名の由来となった阿倍野橋

## 隣の駅
近畿日本鉄道
F 南大阪線
- □特急発着駅

■急行・■区間急行
大阪阿部野橋駅 (F01) - 古市駅 (F16)
■準急
大阪阿部野橋駅 (F01) - 河内松原駅 (F10)
■普通
大阪阿部野橋駅 (F01) - 河堀口駅 (F02)

### 記事本文